# Cup (enologia)

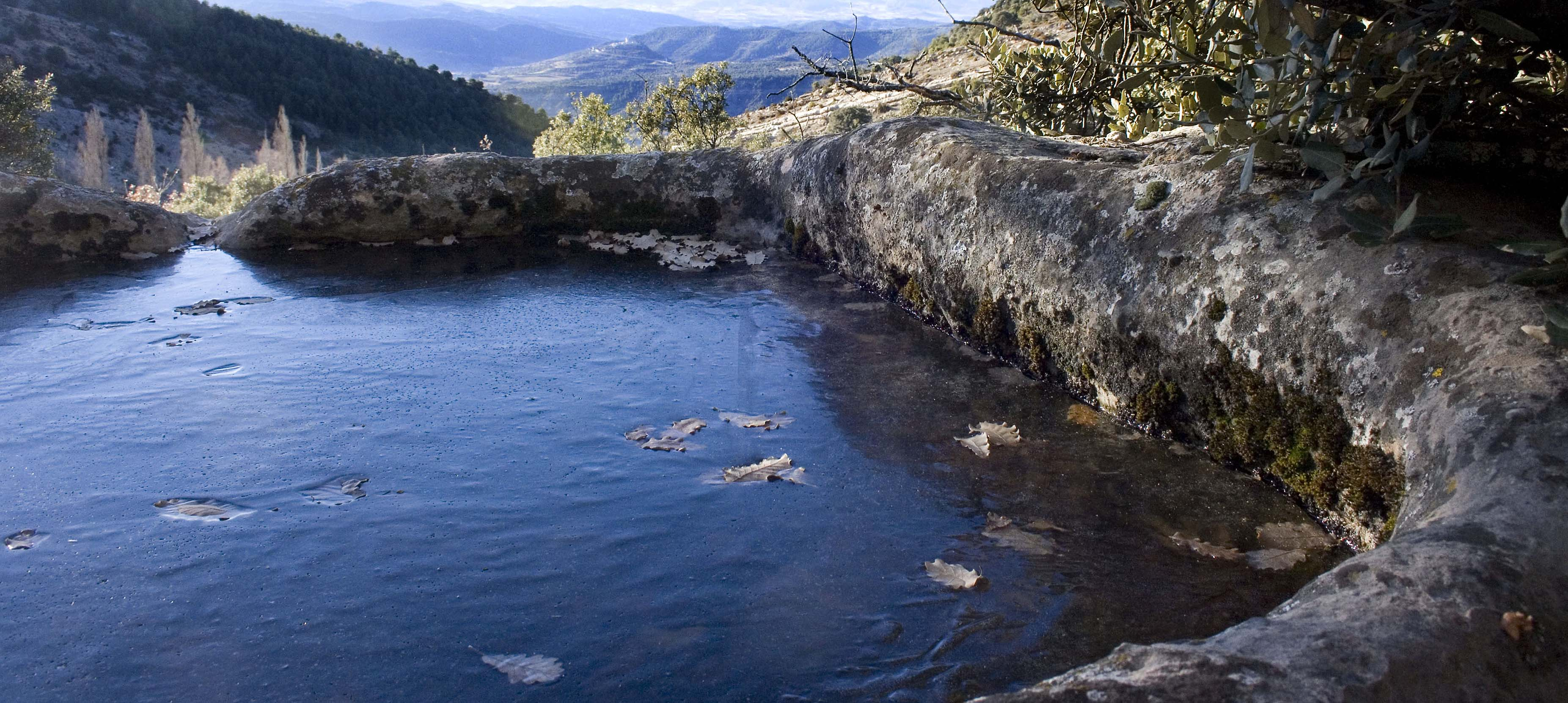
Trull de Rin de la Carrasca

Cup és un recipient sobre el qual es trepitja el raïm i on el most que s'obté es va transformant en vi. També és el local separat de la casa, destinat a la fabricació del vi, l'edifici on es produeix. Cup és sinònim de trull i de tina. Antigament també es deia trull a la premsa de vi.
En castellà equival a trujal o lagar, que es pot traduir per trull o cup.

## Presència de cups per territoris

### Mallorca
- Cup de vi en desús en Sa Llapassa, una possessió del terme de Llucmajor.[9]
- Son Reus de Randa.

### País Valencià

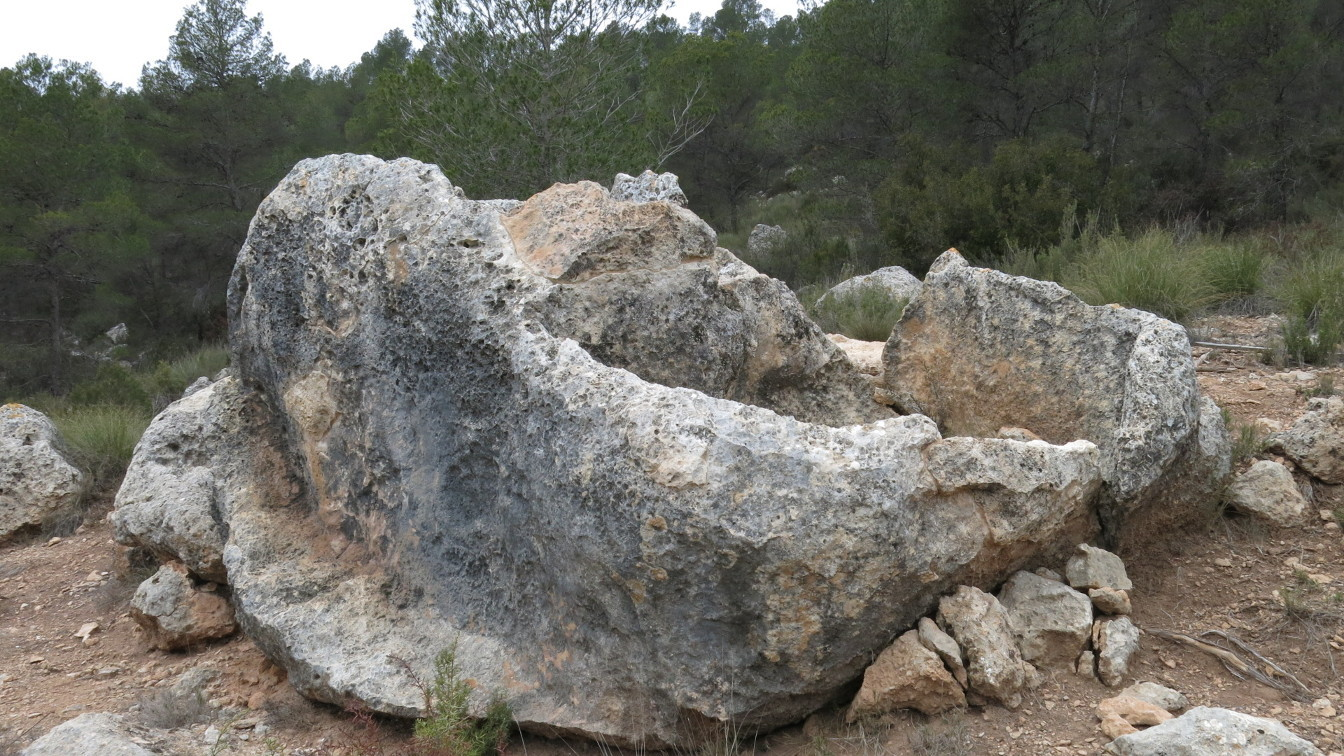
Solana de Las Pilillas.

Solana de las Pilillas és un jaciment arqueològic d'un assentament d'època ibèrica al País Valencià del segle V a.C., considerat com el centre productor de vi més antic d'Espanya i declarat Bé d'Interès Cultural. Aquest jaciment té sis cups excavats a la roca i dues piles a diferent nivell per produir vi. Els cups i les piles estan elaborats sobre grans blocs de pedra calcària caiguts de les muntanyes. Se n'extreia el most del raïm, que després de fermentar es convertia en vi.

#### Cultura popular al País Valencià
Al País Valencià és coneguda la cançó Dansa del Trull d'Al Tall: Al compàs de la dansa, dansa del Trull
van els grans esclafant-se, soltant lo suc, baixa als peus, corre a xorros el suc vermell, baixa als peus, no és la força del vi novell.

### Catalunya

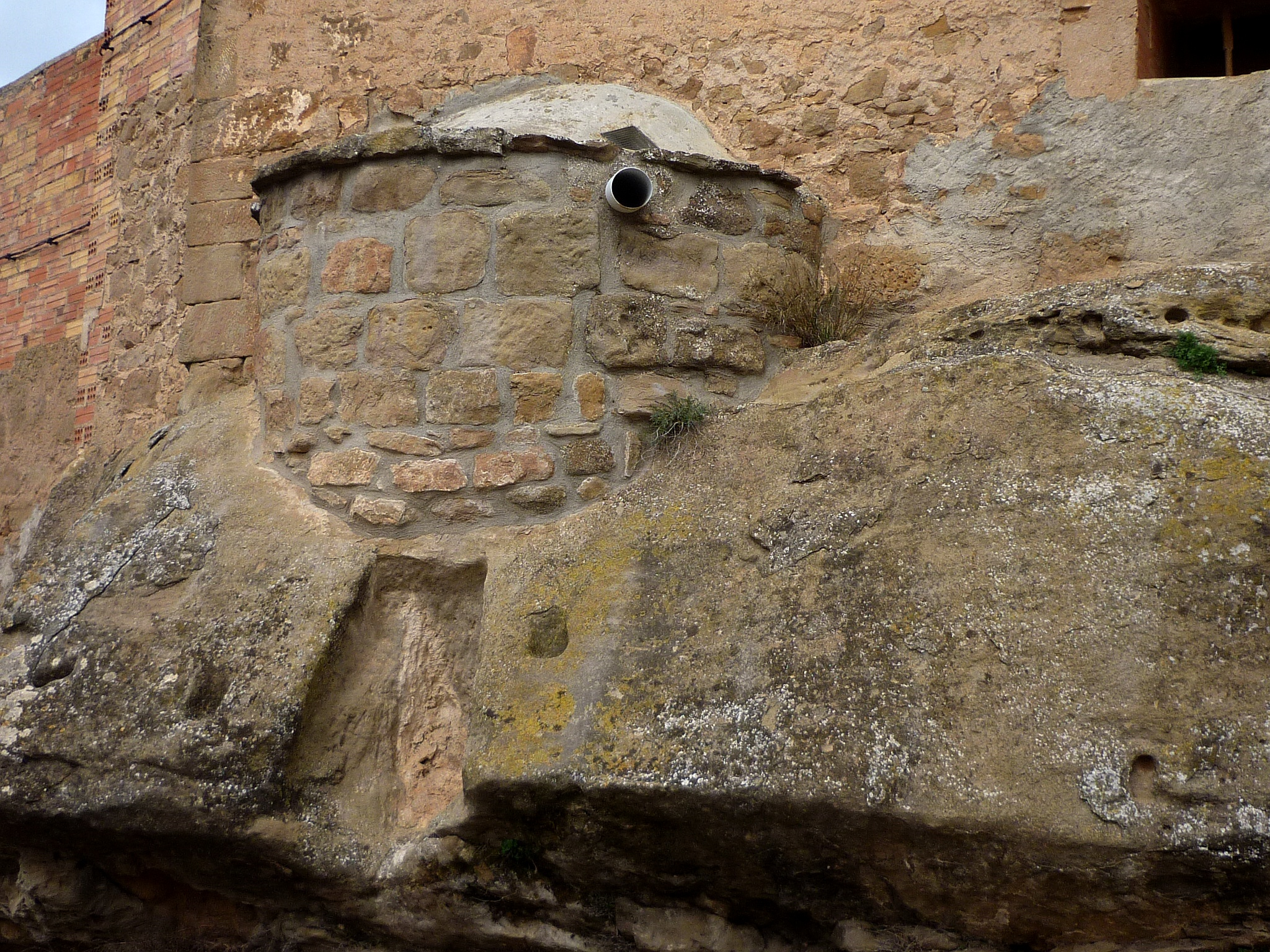
CAL FUSTEGUERES DE CLARET.

A Castelló d'Encús al Pallars Jussà elaboren vi amb trulls de pedra. Aquests cups eren utilitzats pels monjos hospitalers del segle xii que van habitar la zona. El vi fermenta totalment en cups de pedra. El raïm es desrapa al celler i es transporta al cup (allunyat del celler), on el most es va transformant en vi.
Al Bages, fa més de 100 anys, es van construir més de 100 tines externes, fetes de pedra seca i aïllades amb ceràmica vitrificada interiorment, per tal de poder explotar amb vinya zones allunyades de la casa. Actualment s'ha recuperat la producció.
Cal destacar-hi el cup de vi a l'interior de les edificacions annexes del Castell de Dusfort. En un nivell inferior al cos del cup, s'hi observen dues obertures circulars al paviment que podrien estar vinculades al cup. També, a una masia del municipi d'Olius, El Vilar de Simosa, en la paret oest, hi ha un cup de vi, al que s'hi accedeix per una escala de pedra exterior.
Al municipi de Torà a la comarca de la Segarra s'hi troben diversos exemples de cups. Possiblement la cisterna de la planta baixa de la masia El Soler de Puig-redon, sigui un cup reaprofitat. Dins del mateix municipi, a La Casanova de Puig-redon hi ha un cup de vi a una edificació que està a un metre de la façana nord. I a la masia de Puigcernau, les estructures adjuntes a la façana nord, actualment una terrassa, són les restes d'un trull de vi. Una curiosa estructura quadrada podria ser un cup a la masia Les Feixes de Puig-redon. També a la Segarra s'hi troba un cup de vi de gran bellesa, a uns 100 metres de la masia Pujol, al municipi de Torrefeta i Florejacs.

### Aragó

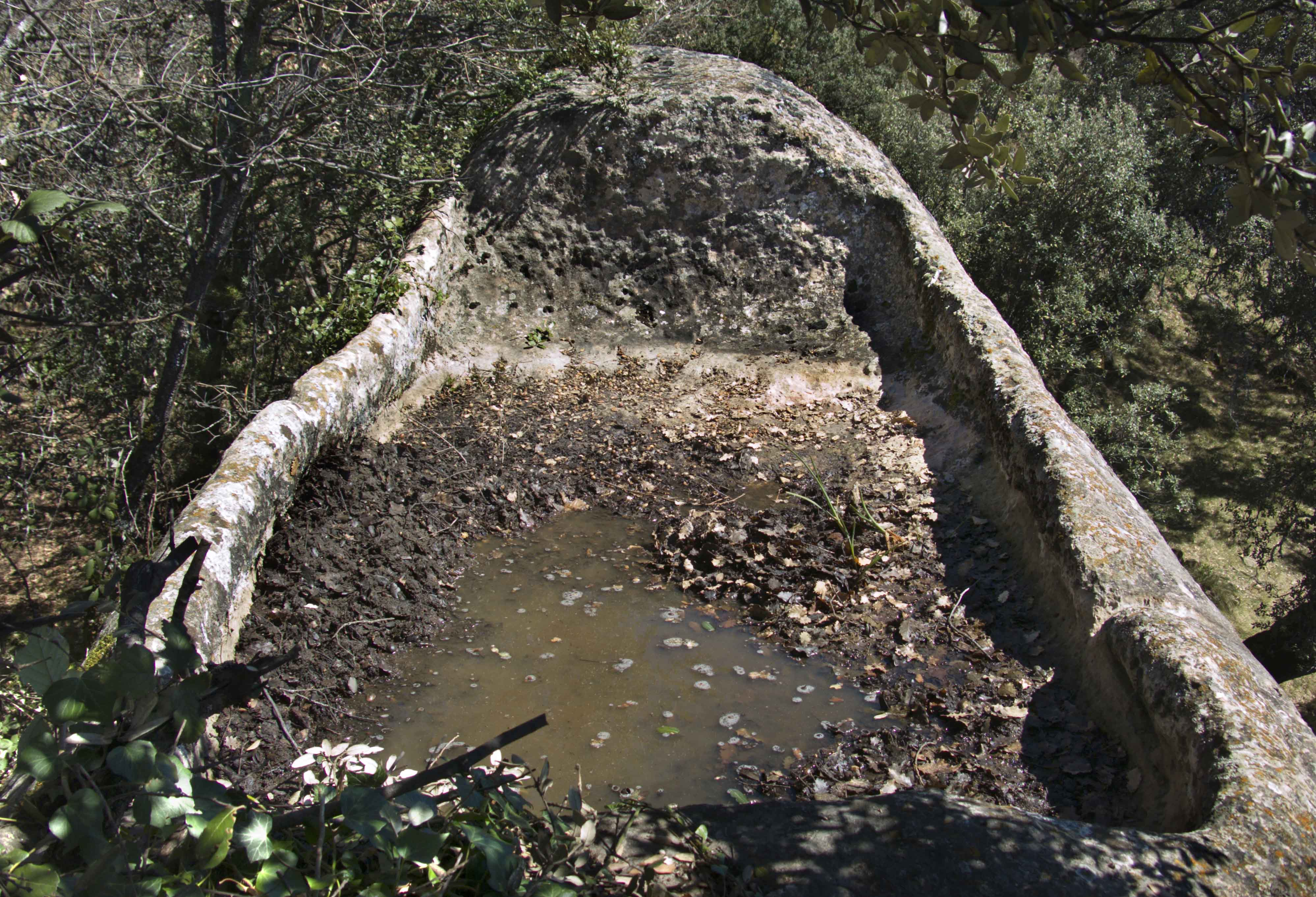
Trull a Rin de la Carrasca, Ribagorça.

Trull a Rigin, Comtat de Ribagorça, datat al segle xi, actualment Rin de la Carrasca, centre geogràfic de la Ribagorça aragonesa. Els habitants de Rin amb els de Pedrui, Carrasquer i El Camp van fundar La Pobla de Roda l'any 1276, però havien de mantenindre els cultius (com la vinya i els cereals) de les antigues explotacions.

## Altres llocs de l'estat espanyol

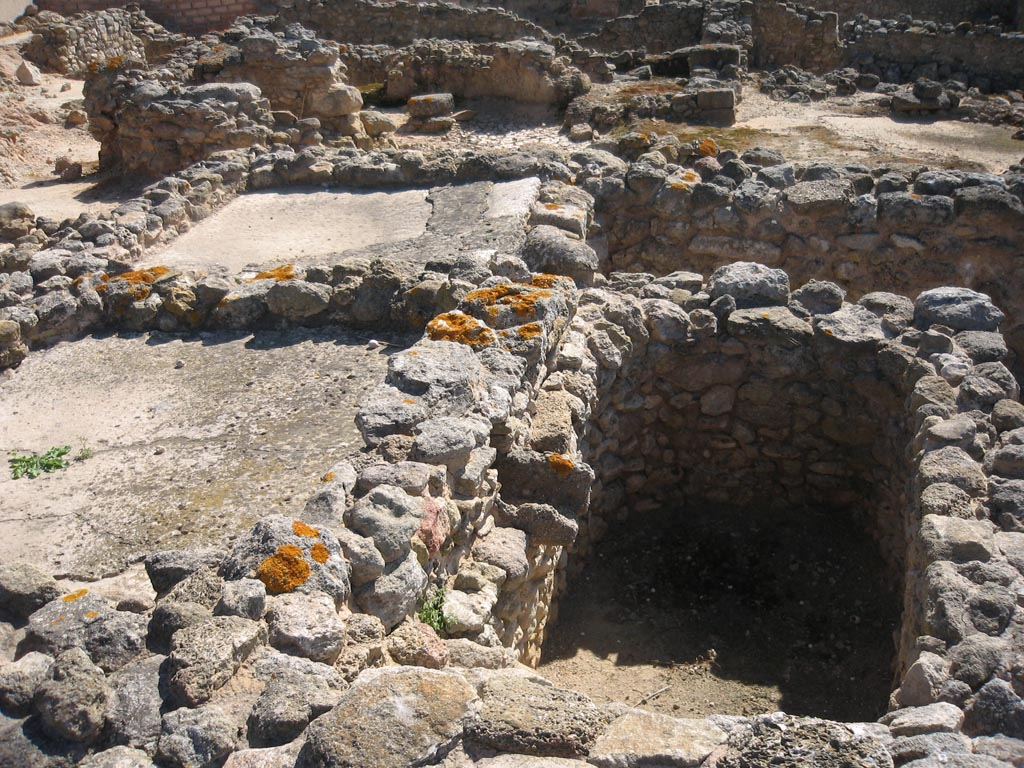
Cup del segle IV La Senyora Blanca.

San Vicente de la Sonsierra és un municipi de La Rioja a la comarca d'Haro que destaca pels petits cups on es trepitjava el raïm i en alguns casos es premsava. El vi s'elaborava al costat de les vinyes. Els cups comptaven amb tres espais: en el més gran es pressionava el raïm amb els peus; en el segon reposaven les impureses i en el tercer es recollia el most.
El cup de la Penya del Castillar, al municipi de Fariza de la província de Zamora a la comunitat autònoma de Castella i Lleó, és una cavitat inclinada i excavada a la roca. Els raïms s'introduïen per un forat i es trepitjaven. Després, el most anava per un canal fins a un trull més petit, també excavat a la pedra a un nivell inferior, on es recollia.
En la mateixa comunitat autònoma, a la província de Salamanca, en el municipi de San Esteban de la Sierra s'hi troben també trulls de vi. Són petites cavitats en roca, unes estructures disperses pel camp per a l'elaboració del vi.

## Altres exemples

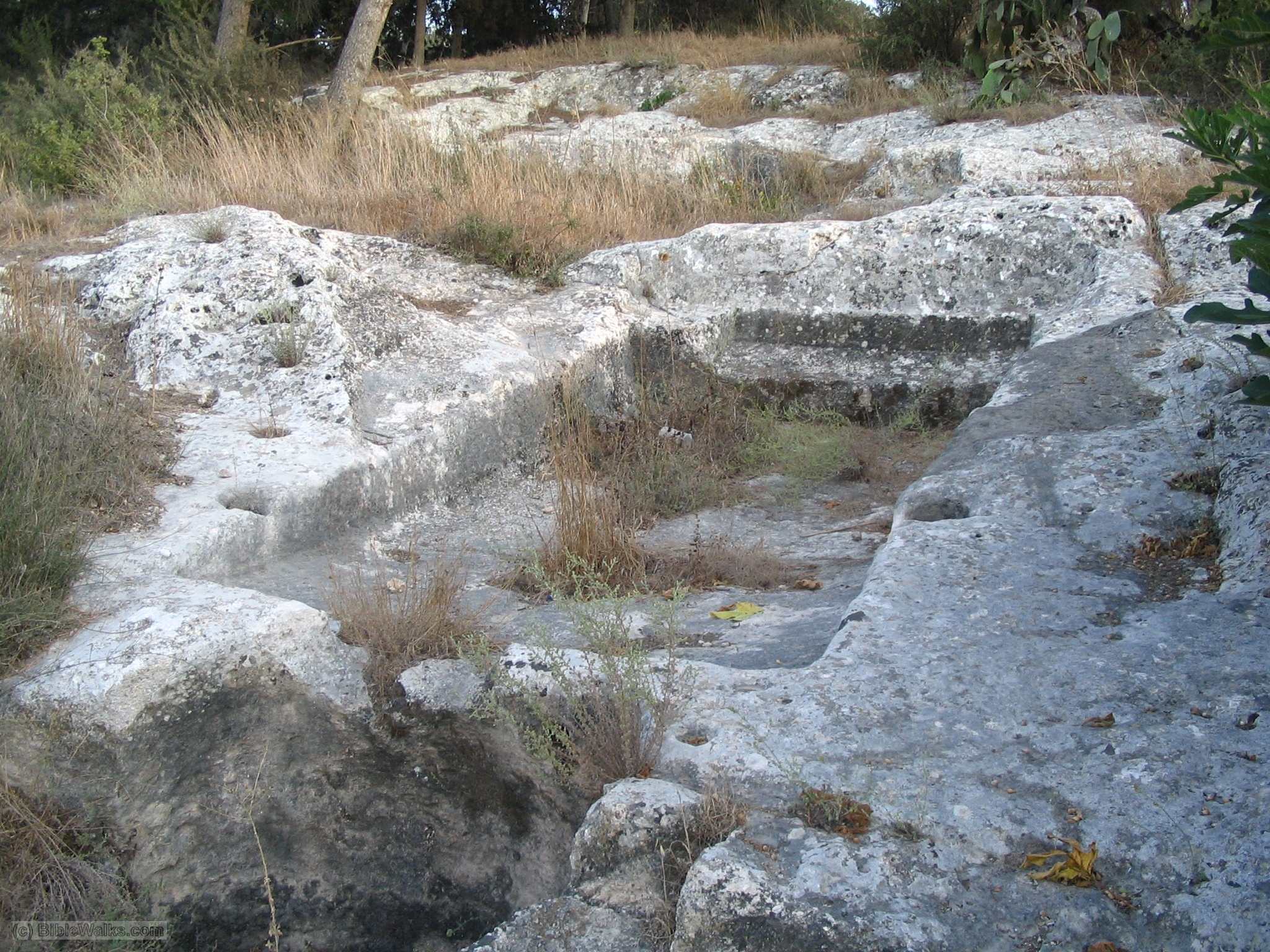
Cup o trull de vi a Israel. A la part inferior hi ha una cisterna per a arreplegar el vi.
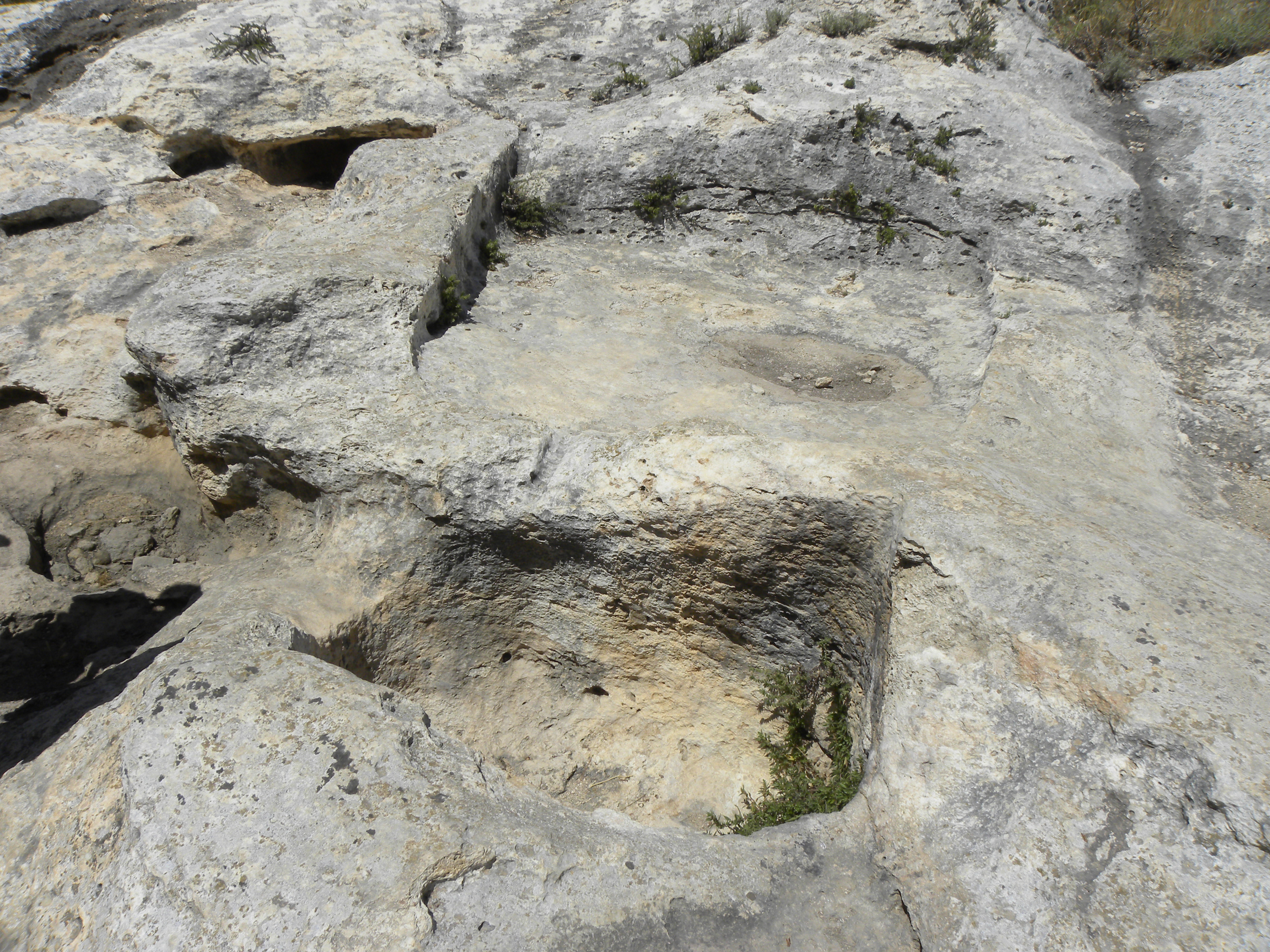
Premsa a Nazaret.
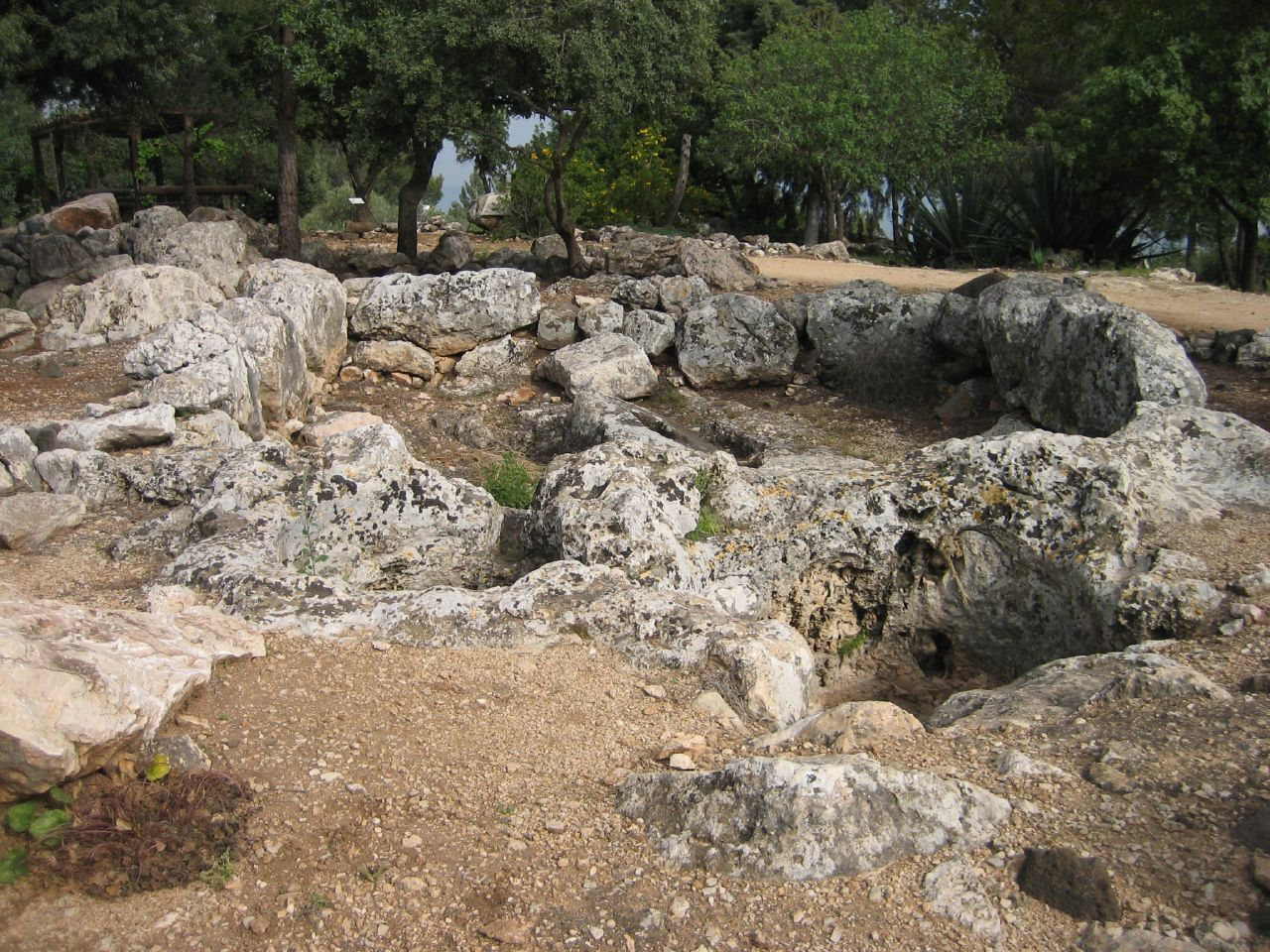
Cup de l'època talmúdica (100-400 DC)